# Saint-Germain-du-Corbéis
Saint-Germain-du-Corbéis é uma comuna francesa na região administrativa da Normandia, no departamento Orne. Estende-se por uma área de 7,52 km². Em 2010 a comuna tinha 3 921 habitantes (densidade: 521,4 hab./km²).